# Exención (competiciones deportivas)
En competiciones deportivas, una exención (bye en inglés) se refiere a una situación en la cual uno o varios participantes no compiten temporalmente en una o varias rondas de un torneo.
En campeonatos largos, algunos de los jugadores o equipos con mejor posición en el ranking tienen exenciones en las primeras rondas.
Cuando existe esta condición al aplicar el sistema de eliminación es necesario determinar a qué participante se dará la exención puede ser por sorteo o por cabezas de serie. En este último caso se tienen en cuenta su posición en el ranking o los títulos obtenidos en una temporada determinada.

## Torneos por eliminación directa
En un torneo por eliminación directa, se concede una exención a un competidor que pasa a la siguiente ronda sin tener que jugar, y se dice que está exento de participar en esa eliminatoria. Normalmente ocurre si el número de participantes en la competición no es potencia de dos (4, 8, 16, 32, etc.).

## Torneos por sistema round-robin
En los torneos por sistema de todos contra todos, la exención o bye suele darse en forma de descanso cuando el número de participantes es impar.

## Torneos por sistema suizo
También en los torneos por sistema suizo, cuando hay un número impar de participantes, los jugadores que no hayan sido emparejados reciben una exención para no jugar en la correspondiente ronda.
Otra forma de aplicar el bye en torneos por sistema suizo es cuando uno o varios jugadores se incorporan al torneo después de haberse iniciado. Por ejemplo, en un torneo abierto de ajedrez, un jugador puede entrar a participar en el torneo a partir de la segunda o tercera ronda, recibiendo medio punto por cada ronda no disputada y siendo emparejado con dicha cantidad de puntos sumados por "bye".